# Die Presse
Die Presse – austriacka gazeta wydawana w Wiedniu od 1848 roku. Gazeta została założona w czasie rewolucji marcowej jako pismo o orientacji konserwatywnej.

## Redaktorzy naczelni
- 1948–1953: Ernst Molden(inne języki);
- 1953–1961: Fritz Molden(inne języki) i Milan Dubrović(inne języki);
- 1961–1976: Otto Schulmeister(inne języki);
- 1976–1995: Thomas Chorherr(inne języki);
- 1995: Michael Maier(inne języki);
- 1995–2004: Andreas Unterberger(inne języki);
- 2004–2012: Michael Fleischhacker(inne języki);
- od 2012: Rainer Nowak(inne języki)

## Redaktorzy
- Karl Freyer (współredaktor)[2]